# Éve Lamoureux
Éve Lamoureux (Longueuil, 10 de julio de 1987) es una deportista canadiense que compitió en natación sincronizada. Ganó una medalla de bronce en el Campeonato Mundial de Natación de 2009, en la prueba combinación libre.

## Palmarés internacional
| Campeonato Mundial | Campeonato Mundial | Campeonato Mundial | Campeonato Mundial |
| Año                | Lugar              | Medalla            | Prueba             |
| ------------------ | ------------------ | ------------------ | ------------------ |
| 2009               | Roma (Italia)      | Medalla de bronce  | Combinación libre  |